# Chapter Thirty-Nine: The Midnight Club
Chapter Thirty-Nine: The Midnight Club es el cuarto episodio de la tercera temporada y trigésimo noveno episodio a lo largo de la serie estadounidense de drama, intriga y misterio Riverdale. El episodio fue escrito por Tessa Leigh Williams y dirigido por Dawn Wilkinson. Fue estrenado el 7 de noviembre de 2018 en Estados Unidos por la cadena The CW.
Cuando Betty (Lili Reinhart) se enfrenta a Alice (Madchen Amick) sobre Grifos y Gárgolas, Alice no tiene más remedio que aclarar cómo ella, junto con un joven Fred (KJ Apa), FP (Cole Sprouse), Hermoine (Camila Mendes), Hiram (estrella invitada Michael Consuelos), Sierra (Ashleigh Murray), Penélope (Madelaine Petsch) y Tom (Casey Cott), jugaron el juego al inicio de los 90, y cómo un misterio impactante los ha estado acosando a todos desde entonces. Marisol Nichols, Charles Melton y Vanessa Morgan también protagonizan.

## Argumento
Con la epidemia de Grifos y Gárgolas (G&G) propagándose por Riverdale como un virus mortal, la ciudad se vio obligada a tomar medidas, comenzando en la Preparatoria Riverdale, donde el director Weatherbee inició una serie de búsquedas de casilleros y confiscó manuales de jugadores de G&G.
Dados los crecientes peligros que enfrentan los adolescentes de Riverdale, la alcaldesa de la ciudad, Hermione Lodge, decide visitar personalmente la Preparatoria Riverdale para aclarar los peligros que enfrentan. Betty luego pregunta de dónde vino el juego y de dónde Ben y Dilton lo obtuvieron, pero Hermione no lo sabe. Hermione explica que las misiones del juego y los escenarios del juego de roles están diseñados específicamente para fomentar delirios, paranoia y violencia. Como alcaldesa, Hermione prohíbe oficialmente a G&G.
En las oficinas de Azul y oro, Betty y Veronica discuten sobre G&G y cuán peligroso se está volviendo. Veronica no está jugando y tampoco Betty y Jughead. Sin embargo, todavía están tratando de averiguar por qué sus padres fueron tan motivados por tener el manual. Luego, Betty recibe una llamada del Dr. Curdle Jr, informándole de un descubrimiento que hizo en los archivos de la morgue.
Después de reunirse con el Dra. Curdle Jr., Betty se enfrenta a su madre una vez que regresa a casa con un archivo de un caso de hace muchos años. Según el testimonio de Alice en la Granja, ella sin duda ha jugado G&G antes. Y ahora, Betty tiene pruebas concretas de que cuando su madre tenía su edad, hubo otra muerte sospechosa que tuvo lugar en la Preparatoria Riverdale, donde el cadáver tenía labios azules. Con eso, Alice decide contarle a Betty todo lo que sabe sobre el juego para su propia protección.
En su primer año, antes de casarse con Hal, ella era Alice Smith, una chica mala adolescente, que estaba embarazada. Alice golpea la puerta del baño con frustración. Hermione Lodge la escucha y abre la puerta del baño para ayudar a Alice, pero ella la rechaza. Alice espera que la prueba de embarazo sea simplemente un falso positivo, pero como explica Sierra, los falsos positivos no son muy comunes. Intentó hablar con FP, el padre del niño, pero él la rechazó por una River Vixen. Penelope Blossom entra al baño para pedir sus pases, pero solo Hermione tiene el suyo. Cuando Penelope mira a Alice por su pase, Alice responde que le toque el culo, esto lleva a una pelea entre Alice y Penelope.
Marty Mantle y los Bulldogs de Riverdale presionan a FP para que siga con la tradición Bulldog de correr desnudo. FP inicialmente se resiste, pero acepta hacerlo cuando Fred se ofrece a correr junto a él. FP acepta, lo que los lleva a ambos detenidos. Junto con FP y Fred, quienes están en detención, Alice, Penelope, Sierra y Hermione también reciben detención por su pelea en el baño. Reunidos en esa clase, eran extraños más que amigos. Alice se sienta cerca de la ventana, grabando sus iniciales en el sello de la ventana con su cuchillo. Sierra menciona que tienen seis horas más de detención y nadie a quién impresionar, por lo que sugiere una ronda de Secretos y pecados, que no resulta muy bien y pelean entre ellos.
Una vez que han sido separados, su sentencia ha aumentado de un sábado a cuatro. Sin embargo, poco a poco, los seis se convierten en amigos poco probables. Luego viene la primera lluvia de la temporada, Hermione decide irrumpir en el escritorio de la maestra para recuperar sus pertenencias que fueron tomadas por la maestra. Dentro del escritorio, encuentran todo lo que la señora Krabappel ha confiscado a lo largo de los años, incluidos el juego G&G. Los seis deciden jugar juntos. Mucho después de la detención del sábado, los seis siguen jugando, en lo que parece ser una obsesión enloquecedora.
Alice, FP, Fred, Sierra, Hermione y Penelope juegan durante semanas, entrando sigilosamente en la escuela, a altas horas de la noche. Se nombran a sí mismos "El Club Nocturno". Eventualmente, abandonan el tablero y representan sus aventuras y aventuras en el mundo real. Es durante este tiempo que FP y Alice comienzan una relación, como Fred y Hermione. Mientras Alice, FP, Fred, Sierra, Hermione y Penelope avanzan por los pasillos de la Preparatoria Riverdale en su última búsqueda, se encuentran con Hiram Lodge, Tom Keller, Marty Mantle y Daryl Doiley, que también juegan G&G. Deciden unir fuerzas y jugar para jugar.
Un día, encuentran extrañas invitaciones en sus casilleros esa noche para asistir al desafío y ascender al siguiente nivel. Esa noche, el Club de Medianoche asiste a la fiesta de ascensión. Deben encontrar los cálices, y beber del cáliz para cumplir su destino. Antes de comenzar, Hiram comparte con todos una nueva droga, aunque Alice no la toma porque está embarazada. Cuando comienza el juego, Daryl elogia a Penelope por armar la fiesta de la ascensión, pero Penélope afirma que no fue ella quien lo hizo. Alice va al baño y vomita en el inodoro. Ella sale del puesto para encontrar los cálices y la moneda de grifo que se encuentran en el lavabo del baño, y "voltear por tu destino" garabateado a lo largo de las paredes. Alice sale del baño, evitando a sus amigos solo para ser recibida por el Rey Gárgola. Alice corre, luego el director Featherhead entra a la escuela, obligándola a esconderse. Mientras se dirige hacia el pasillo, Alice aprovecha la oportunidad para escapar. Ella pasa la noche llamando al Club de Medianoche, pero nadie contesta.
Alice se encuentra con Hermione. Desafortunadamente, Hermione dice que el padre de Fred murió mientras estaban en la fiesta de ascensión. Cuando el funeral del Sr. Andrews llegó unos días después, el director Featherhead había sido declarado oficialmente desaparecido. En el Pops, Penelope afirma que entre esto y la desaparición de Featherhead, todos están al límite. Es esa declaración la que lleva a Alice a revelar que vio a Featherhead la noche de la fiesta de la ascensión. Sin embargo, nadie más lo vio. Penelope agarra agresivamente la mano de Alice y le dice que no vio nada. Una semana después, Featherhead aparece muerto y encerrado en un armario de suministros con sus labios azules. Sierra quiere destruir el juego para que no se pueda llegar a ellos. El Club de Medianoche hace un pacto para nunca hablar de G&G. Luego regresaron a sus vidas normales y tomaron caminos separados.
De vuelta en la actualidad, si el director Featherhead murió por beber de un cáliz con veneno, Betty pregunta quién envenenó las tazas, pero ni siquiera Alice tiene la respuesta para eso. Alice quiere que Betty le prometa que no investigará más, pero esa es una promesa que Betty no puede hacer. Al saber que Betty no tiene intenciones de detener su investigación, al menos Alice le pide que jure que no jugará el juego, lo cual Betty acepta.
Al día siguiente en la escuela, Betty verifica la historia de su madre. Con esto, va a buscar a Jughead. Ella lo encuentra en el bunker de Dilton, jugando a G&G junto con Toni, Cheryl, Sweet Pea y Fangs. Betty pregunta qué está haciendo Jughead, pero divaga sobre haberlo resuelto todo y vencer al Rey Gárgola.

## Elenco
| - KJ Apa como Fred Andrews - Lili Reinhart como Betty Cooper / Alice Smith - Camila Mendes como Veronica Lodge / Hermione Gomez - Cole Sprouse como Jughead Jones / FP Jones - Marisol Nichols como Hermione Lodge - Madelaine Petsch como Cheryl Blossom / Penelope Blossom - Ashleigh Murray como Josie / Sierra Samuels - Casey Cott como Kevin Keller / Tom Keller - Charles Melton como Reggie Mantle / Marty Mantle - Vanessa Morgan como Toni Topaz - Mädchen Amick como Alice Cooper | - Michael Consuelos como Hiram Lodge - Major Curda como Daryl Doiley - Anthony Michael Hall como Director Featherhead - Peter Bryant como Waldo Weatherbee - Jordan Connor como Sweet Pea - Alvin Sanders como Pop Tate - Drew Ray Tanner como Fangs Fogarty - Zachary Hayden como Hal Cooper - Sean Kennedy como Padre de FP - Craig Meester como Janitor - Jaden Oehr como Clifford Blossom - Sarah Rodgers como Srta. Bell - Simone Sadler como Penelope Blossom - Trevor Stines como Clifford - Nikolai Witschl como Dr. Curdle Jr. |

## Recepción

### Audiencia
El episodio fue visto por 1.37 millones de espectadores, recibiendo 0.4 millones entre los espectadores entre 18-49 años.

### Crítica
El sitio web del agregador de reseñas Rotten Tomatoes le dio una calificación de aprobación del 93% para el episodio, en base a 15 reseñas, con una calificación promedio de 9.1/10. El consenso del sitio web dice: "ayudado por una dosis épica de nostalgia, "The Midnight Club" empuja la trama y ofrece un escaparate perfecto para las impresionantes imitaciones del elenco, todo mientras se demuestra que ninguna serie puede lograr un campo de alto concepto como Riverdale".